# هشام بن محمود
هشام بن محمود عالم مُسلم تونسي، ويشغل منصب مفتي الديار التونسية منذ 23 ديسمبر 2022.

## سيرة
ولد هشام بن محمود في مدينة سوسة (تونس)، ويبلغ من العمر 81 عامًا. درس الشريعة وأصول الدين، ويعدّ من الشخصيات الدينية المعتدلة.
حاز شهادة البكالوريوس في جامعة تونس في تخصص أصول الدين، وشهادة الماجستير في العلوم الفقهية، وشهادة الدكتوراه في الفقه المقارن.

## نشاطه
شغل هشام بن محمود منصب الإمام الأوّل لجامع الزيتونة المعمور منذ سنة 2015، خلفا للشيخ حسين العبيدي. وحاضر في جامعة تونس، ويشغل حاليا منصب مفتي الجمهورية (تونس) بعد تعيينه من قبل الرئيس قيس سعيد منذ 23 ديسمبر/كانون الأول 2022، خلفا للمفتي عثمان بطيخ.